# Ciutat Vella de València
La Ciutat Vella és un districte de la ciutat de València situat al centre geogràfic del municipi. Institucionalitzat l'any 1979 per l'Ajuntament de València amb el número 1, el districte de Ciutat Vella comprèn el centre polític-administratiu, financer, religiós i cultural de la ciutat i tot el País Valencià. El seu origen històric es remunta a la fundació romana de la ciutat l'any 138 aC.
Geogràficament de forma circular, els seus límits estan marcats quasi exactament per la desapareguda muralla cristiana de València, açò és, pels carrers de Colom al sud-est, el de Xàtiva al sud, el de Guillem de Castro a l'oest, el marge dret del vell llit del riu Túria al nord i est (carrers de Blanqueries, del Comte de Trénor, del Pintor López i la meitat del passeig de la Ciutadella), i des del carrer del Justícia a la plaça de la Porta de la Mar, on es torna al carrer de Colom. El districte de Ciutat Vella consta de sis barris: La Seu, al centre-nord; La Xerea, al nord-est; El Carme, al nord-oest; El Pilar, a l'oest; El Mercat, al centre i Sant Francesc, al sud Té una extensió total de 1,69 quilòmetres quadrats.
Actualment (2023), Ciutat Vella té una població de 27.983 habitants i és el quart districte de València menys populós. No obstant això, degut a la gran quantitat d'hotels, apartaments turístics i oficines, la població flotant és sensiblement major. El barri amb més població del districte és el Carme.

## Geografia

Mapa de localització del districte

El districte de Ciutat Vella o Intramurs es troba localitzat al bellmig geogràfic de la ciutat de València, capital del País Valencià. Està delimitat per la muralla del segle XIV, és a dir, els carrers de Colom, Xàtiva i Guillem de Castro, la marge dreta del riu Túria fins al carrer de la Justícia, la Porta de la Mar i de nou, Colom. Limita amb els districtes de l'Eixample al sud-est, el d'Extramurs al sud-oest, el de Campanar al nord-oest, el de la Saïdia al nord, i el del Pla del Real a l'est. L'actual jardí del Túria fa de frontera natural amb aquests tres últims, raó per la qual són set els ponts que comuniquen la Ciutat Vella amb estos districtes: el pont de les Arts, el pont de Sant Josep, el pont dels Serrans, el pont de Fusta, el pont de la Trinitat, el pont del Real i el pont de l'Exposició.
Ciutat Vella es caracteritza per una topografia de relleu pla, tot i que hi compta amb algunes lleugeres depressions i elevacions del terreny. Aquesta riquesa topogràfica es deu al fet que l'actual districte és la suma de tres assentaments històrics: el romà del segle ii aC; l'àrab del segle XI i el cristià del segle xiv.
La ubicació de la ciutat a la plana al·luvial i la proximitat al riu Túria ha fet que, històricament, aquesta zona de València haja estat la més afectada pels nombrosos aiguats. No obstant això, després de la riuada de 1957 que causà greus pèrdues materials i humanes es va optar per desviar el curs del riu l'any 1972, convertint la riera principal en una paleoriera.

### Barris
| Codi | Nom del barri | Població (2022) | Superfície (ha) | Densitat (hab/ha) |
| ---- | ------------- | --------------- | --------------- | ----------------- |
| 1.1  | La Seu        | 3.102           | 22,1            | 140,4             |
| 1.2  | La Xerea      | 3.956           | 31,2            | 126,8             |
| 1.3  | El Carme      | 6.703           | 38,4            | 174,6             |
| 1.4  | El Pilar      | 4.749           | 16,2            | 293,1             |
| 1.5  | El Mercat     | 3.776           | 17,3            | 218,3             |
| 1.6  | Sant Francesc | 5.697           | 43,9            | 129,8             |
| 1    | Ciutat Vella  | 27.983          | 169,0           | 165,6             |

## Història

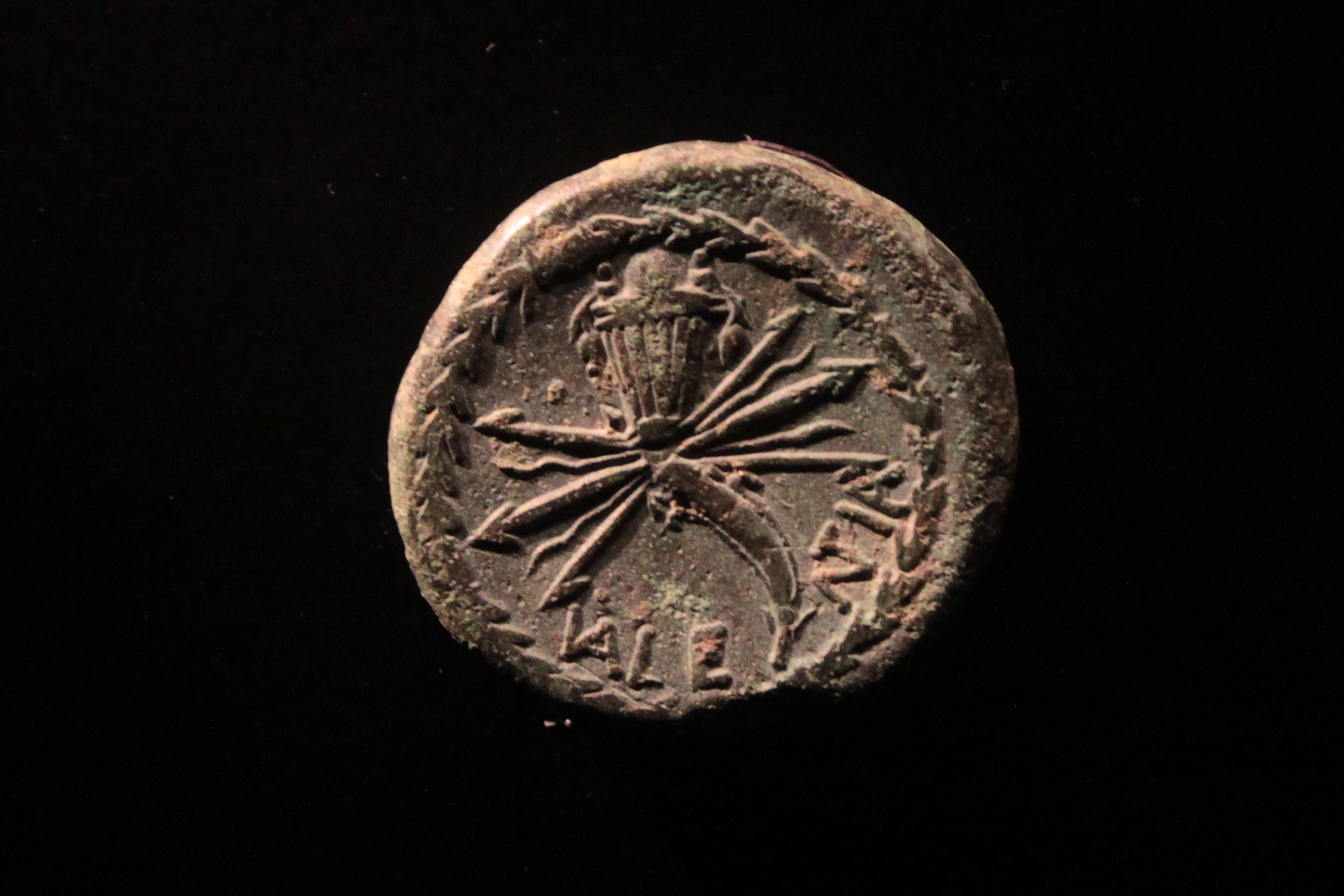
Moneda romana de Valentia

La Ciutat Vella de València és el punt de naixement de la ciutat. Té els seus orígens en una illa fluvial que formava ací antigament el riu Túria, gràcies a un braç d'aigua que partia del llit principal del riu i envoltava l'illa pel centre de l'actual districte fins a arribar de nou al riu.
Al centre d'aquesta illa, els romans van fundar per ordre del Cònsol d'Hispània Dècim Juni Brut Galaic la ciutat de Valentia Edetanorum l'any 138 aC, a les proximitats de l'actual plaça de l'Almoina, on es pot visitar el seu centre arqueològic. Després de la destrucció de la ciutat per les guerres civils de l'any 75 aC i havent estat refundada, els plans urbanístics de la ciutat van créixer ràpidament. L'actual Ciutat Vella va esdevindre el fòrum i plaça pública de la ciutat. Allà s'hi celebraven reunions judicials, religioses i polítiques, i era on es trobaven els edificis més importants de la ciutat dedicats a albergar aquest tipus de reunions. Altres edificis del fòrum foren construïts per a ser cases gremials i mercats.

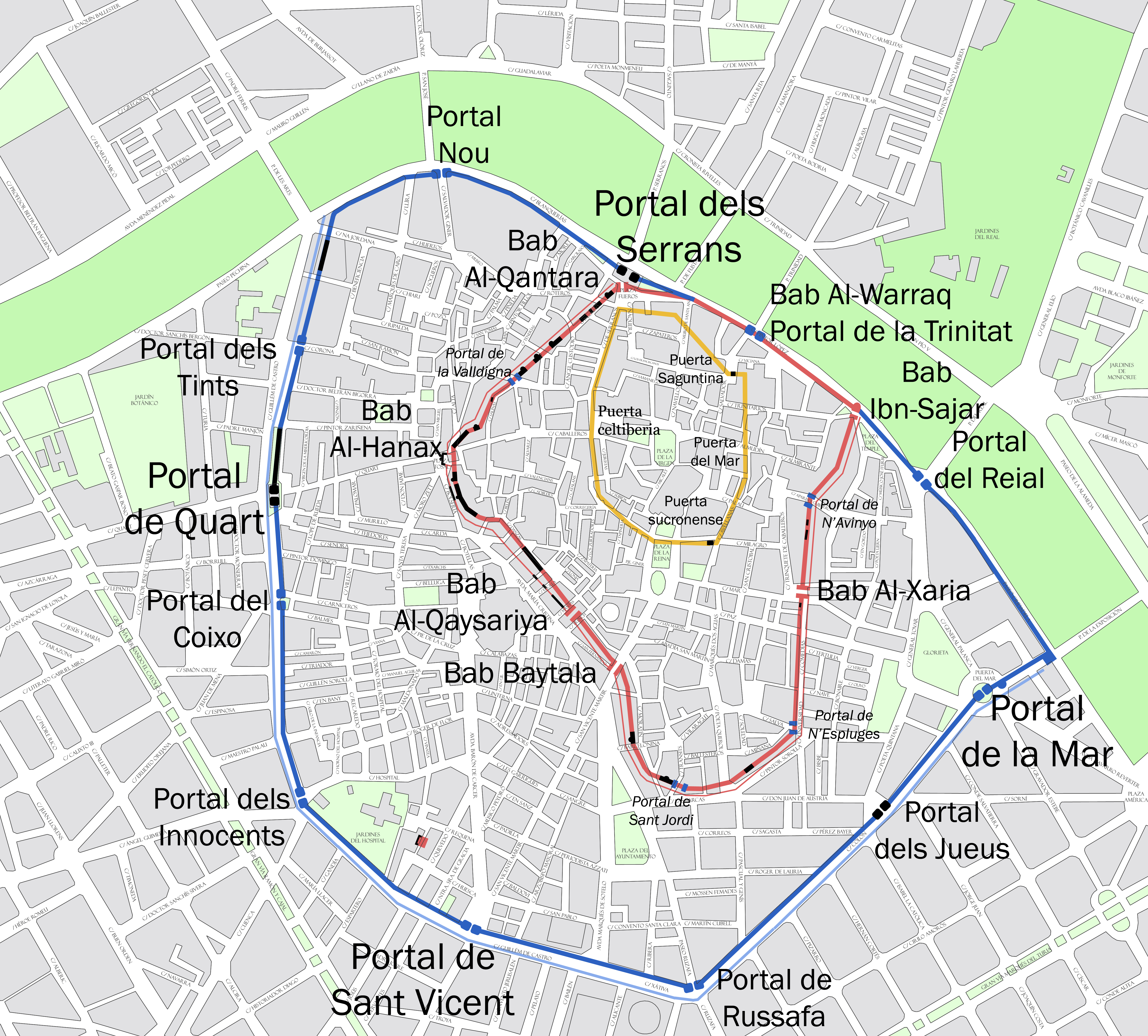
Mapa de les muralles de València

Durant l'època musulmana, la ciutat va aprofitar el braç d'aigua que formava l'illa com a fossat i límit de la ciutat per a edificar la muralla àrab. Més enllà dels límits de les muralles es trobaven el mercat i la mesquita. Aquesta zona, la plaça del Mercat, és actualment el punt neuràlgic del districte on ara hi ha el Mercat Central de València i la Llotja de la Seda.
El 1238, el rei Jaume I va conquerir València i l'any 1356, el rei Pere el Cerimoniós, rebesnet de Jaume I, donà ordre de la construcció d'una nova muralla cristiana, que es va convertir en el límit de la ciutat i que ara marca quasi exactament l'actual districte. En el segle XIII la mesquita fou reemplaçada per la catedral de València per Jaume I després de consagrar a la Mare de Déu el lloc on es trobava el temple islàmic. Un segle després es va construir la muralla cristiana, pràcticament desapareguda a l'actualitat. No obstant això, encara es conserven dos portals: el dels Serrans i el de Quart. El desenvolupament de la ciutat intramurs durant l'edat mitjana fou gràcies a la gran producció de seda i a l'arribada de tallers i negocis artesanals. Cada barri i carrer de la ciutat es va especialitzar en distints gremis d'oficis, motiu dels noms d'alguns barris i carrers actuals. Durant aquesta època, València fou part de la Ruta de la Seda. En el segle XV, durant l'ecolossió del mercat tèxtil, es construí la Llotja de la Seda, destinada a transaccions comercials.

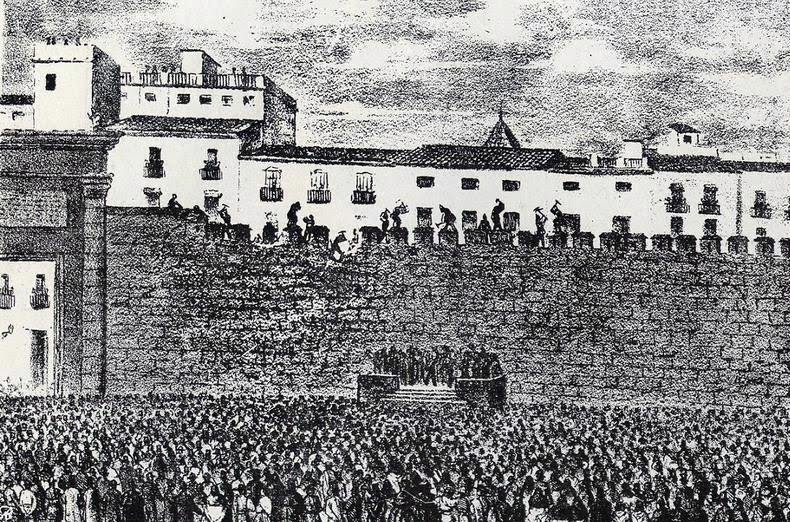
Enderrocament de les muralles

Durant el segle XVIII foren edificats el Palau de Parcent, enderrocat l'any 1965, i les Escoles Pies. En el segle XIX va començar la decadència de l'indústria sedera de València degut a l'atràs industrial espanyol de l'època i l'exportació massiva de seda asiàtica. Aquesta crisi industrial provocà l'enderrocament de la muralla decretat l'any 1865 per ordre del governador civil Ciril Amorós que al·legava mesures higièniques, obrir la ciutat a un nou Eixample i donar així treball als obrers a l'atur.
L'any 2002, la Generalitat Valenciana anuncià la creació de la línia T2 de MetroValencia que havia de travessar amb un tramvia subterrani el districte de nord a sud amb tres estacions: Museus o Serrans (entre el pont de Sant Josep i el pont dels Serrans), Carme (prop del mercat de Mossén Sorell) i Mercat (junt al mercat Central). La construcció s'inicià l'any 2005. En 2011 es van paralitzar les obres per falta de fons, amb l'estació del Mercat Central acabada i la part subterrània del tram entre Alacant i Natzaret parcialment completada.

## Política i govern

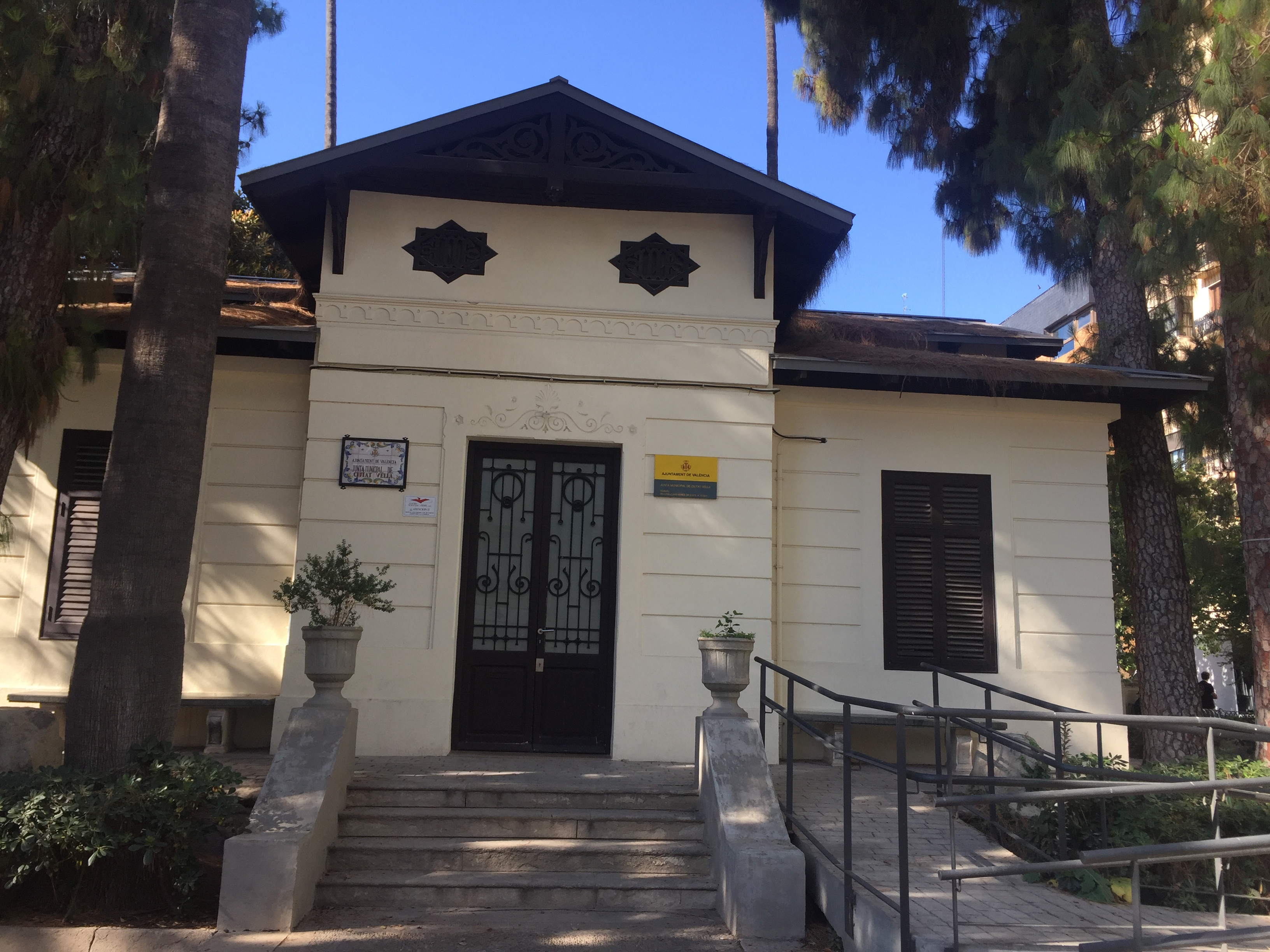
Junta Municipal de Districte

| Eleccions municipals al districte de Ciutat Vella (1979-2023) |              |      |      |      |      |      |      |      |      |      |      |      |      |
| Candidatura                                                   | Candidatura  | 1979 | 1983 | 1987 | 1991 | 1995 | 1999 | 2003 | 2007 | 2011 | 2015 | 2019 | 2023 |
|                                                               | UCD/CDS      | 57,7 | 2,1  | 9,56 | 1,66 | 0,53 | n/a  | n/a  | -    | -    | -    | -    | -    |
|                                                               | PSPV-PSOE    | 21,7 | 27,7 | 21,1 | 19,8 | 14,7 | 18,2 | 20,3 | 29,3 | 14,8 | 9,9  | 12,7 | 11,9 |
|                                                               | AP/PP        | -    | 59,8 | 35,2 | 42,3 | 64,5 | 67,4 | 61,7 | 62,6 | 58,0 | 32,2 | 28,6 | 42,8 |
|                                                               | PCPV/EUPV    | 9,33 | 4,7  | 5,48 | 5,43 | 9,43 | 5,2  | 8,1  | 4,8  | 7,4  | 4,5  | *    | *    |
|                                                               | URV/UV       | 5,93 | 0,94 | 22,9 | 24,8 | 6,49 | 4,0  | 3,4  | 0,6  | -    | -    | -    | -    |
|                                                               | Compromís    | 0,82 | 1,56 | *    | 1,54 | 1,1  | 3,7  | 2,8  | *    | 12,2 | 22,8 | 26,4 | 24,6 |
|                                                               | C's          | -    | -    | -    | -    | -    | -    | -    | -    | -    | 16,9 | 17,1 | 2,0  |
|                                                               | Vox          | -    | -    | -    | -    | -    | -    | -    | -    | -    | 1,9  | 9,5  | 14,5 |
|                                                               | ValC/UP      | -    | -    | -    | -    | -    | -    | -    | -    | -    | 7,5  | 4,0  | 2,8  |
|                                                               | Altres       | 3,23 | 1,72 | 3,37 | 2,81 | 0,66 | 1,5  | 3,6  | 1,5  | 7,6  | 6,3  | 1,7  | 1,5  |
| Participació                                                  | Participació | 64,9 | 74,6 | 72,1 | 68,6 | 79,0 | 67,9 | 76,1 | 43,1 | 72,1 | 73,9 | 71,8 | 76,3 |
| Fonts: Oficina d'estadística de l'Ajuntament de València      |              |      |      |      |      |      |      |      |      |      |      |      |      |

## Demografia
Població segons origen (2022)
Activitats econòmiques (2022)

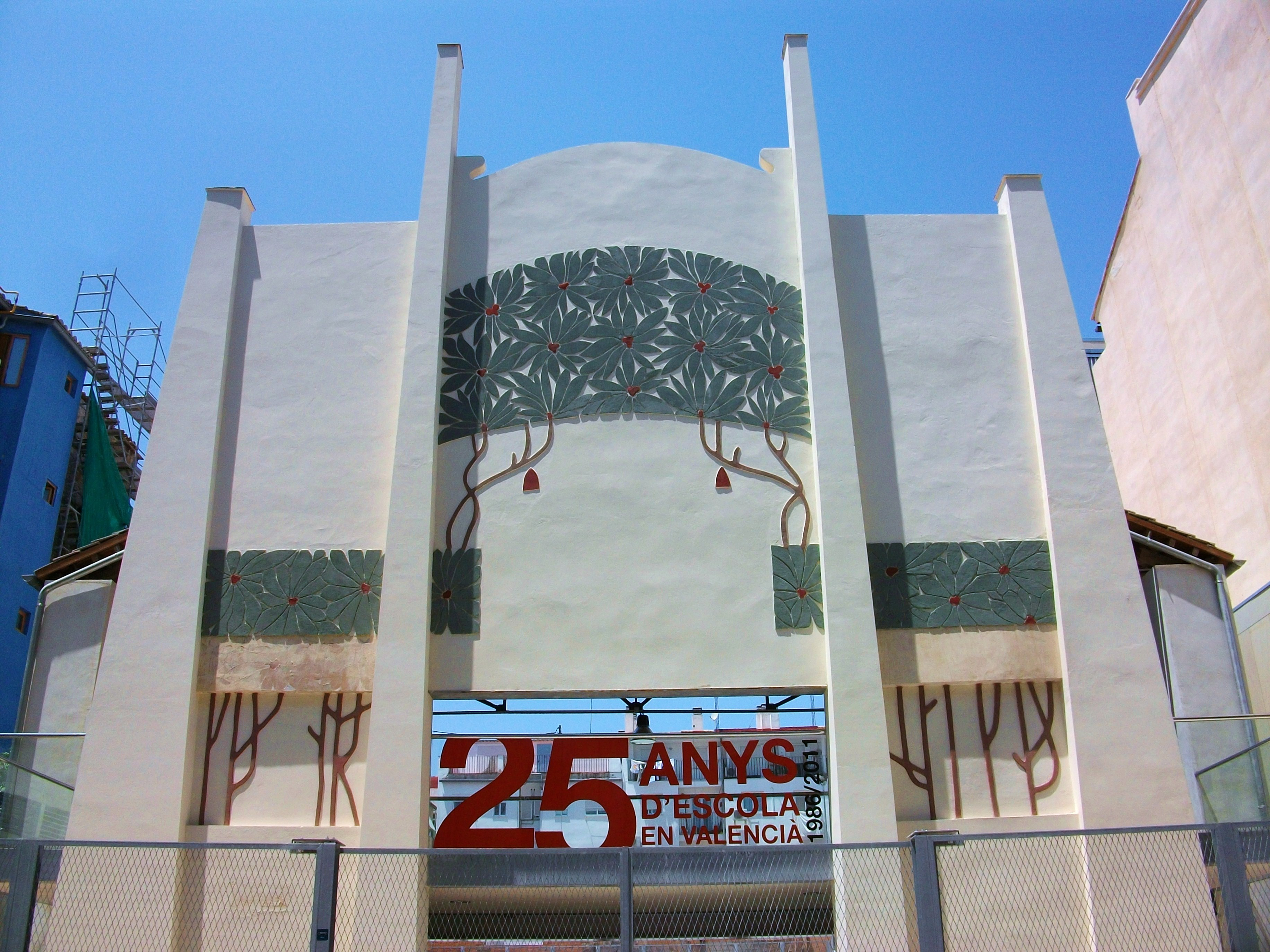
CEIP Santa Teresa, barri del Carme

El 1981, en sumava 35.415, fet que mostra la forta pèrdua de població d'aquest districte en els últims anys. Tanmateix, gràcies a la rehabilitació del districte que s'està duent a terme, a partir del 2003 ha deixat de perdre població, i de fet n'ha guanyat lleugerament, en passar de 25.075 habitants el 2003 a 25.184 el 2005 i a 25.368 el 2007. Segons la fitxa d'estadística de l'Ajuntament de València de l'any 2022, a Ciutat Vella viuen 27.983 persones, de les quals hi han 13.375 homes i 14.608 dones; majoritàriament entre els 40 i 50 anys ambdós sexes. Segons origen, el grup més nombrós és el nascut a València amb vora un 50% de les persones, seguit de prop d'un 25% nascut a l'estranger i vora un 12% a la resta d'Espanya; el percentatge d'habitants nascuts a la resta de la comarca de l'Horta i el País Valencià és menor. Quant a alfabetització, el grup més nombrós d'habitants té "Batxiller, Formació Professional de Segon Grau o Títols equivalents o superiors" seguit del que té "graduat escolar o equivalent" fent aquests dos grups més del 50% de la població. El creixement vegetatiu és de -114. El districte disposa de 7 centres d'educació preescolar i infantil (1 públic, 3 privats i 3 concertats); 5 centres d'educació primària (1 públic i 5 concertats/privats); 6 centres d'Educació Secundària Obligatòria (2 públics i 4 concertats/privats); 2 centres públics i 2 concertats de batxillerat; 1 centre privat i 2 concertats de cicles formatius de grau mitjà i 1 centre privat i 1 concertat de cicles formatius de grau superior. L'etàpa educactiva amb més alumnes és la ESO, seguida de la primària. Les activitats econòmiques del districte són majoritàriament del sector terciari o serveis.
| Gràfica d'evolució de Ciutat Vella de València entre 1940 i 2021 |
|                                                                  |

## Elements importants
A la Ciutat Vella, es troben els principals equipaments de la ciutat des de tots els punts de vista:
- Administratius: l'Ajuntament, el palau de la Generalitat, la seu de les Corts Valencianes al palau de Benicarló, moltes seus de conselleries, la Diputació als palaus de Batlia i del marqués de la Scala, etc.
- Comercials: el mercat Central, la plaça Redona, el mercat de Mossén Sorell i grans magatzems.

- Culturals i museístics: el Centre Arqueològic de l'Almoina, l'IVAM, el MuVIM, Museu Nacional de Ceràmica al palau del Marqués de Dosaigües, La Nau de la Universitat de València, el Centre del Carme, el Centre Cultural la Beneficència (amb el Museu de Prehistòria, el Museu Valencià d'Etnologia), la Biblioteca de l'Hospital, etc.
- Educatius: dins del Barri del Carme, ens trobem el CEIP Santa Teresa, que es tracta de l'edifici dels antics Cinemas Caro construïts en 1910 per l'arquitecte Vicente Ferrer Pérez (1874-1960),[24] (Arquitecte valencià d'escassa obra, autor també del singular edifici Ferrer en Cirilo Amorós nº 29), va projectar en 1910 la construcció d'uns cinematògrafs bessons dins de l'antic Hort de Sogueros, propietat del Marquès de Caro.

- Financers: la Borsa de València al palau dels Boïl d'Arenós, i seus o sucursals principals d'entitats bancàries, especialment al voltant dels carrers del Pintor Sorolla i de les Barques, com ara l'edifici del Banc de València.

- Religiosos: la seu, el Micalet, la basílica de la Mare de Déu dels Desemparats, l'església de Sant Joan de l'Hospital, l'església de Santa Caterina, l'església de Sant Joan del Mercat, l'església de Sant Agustí, l'església del Patriarca, etc.

- Històrics i civils: la Llotja de la Seda, les torres de Serrans, les torres de Quart, el portal de Valldigna, palaus privats de la ciutat, edificis modernistes i eclèctics del carrer de la Pau, l'antic convent de Sant Doménec, la porta de la Mar, el jardí del Parterre, l'Institut Lluís Vives, etc.

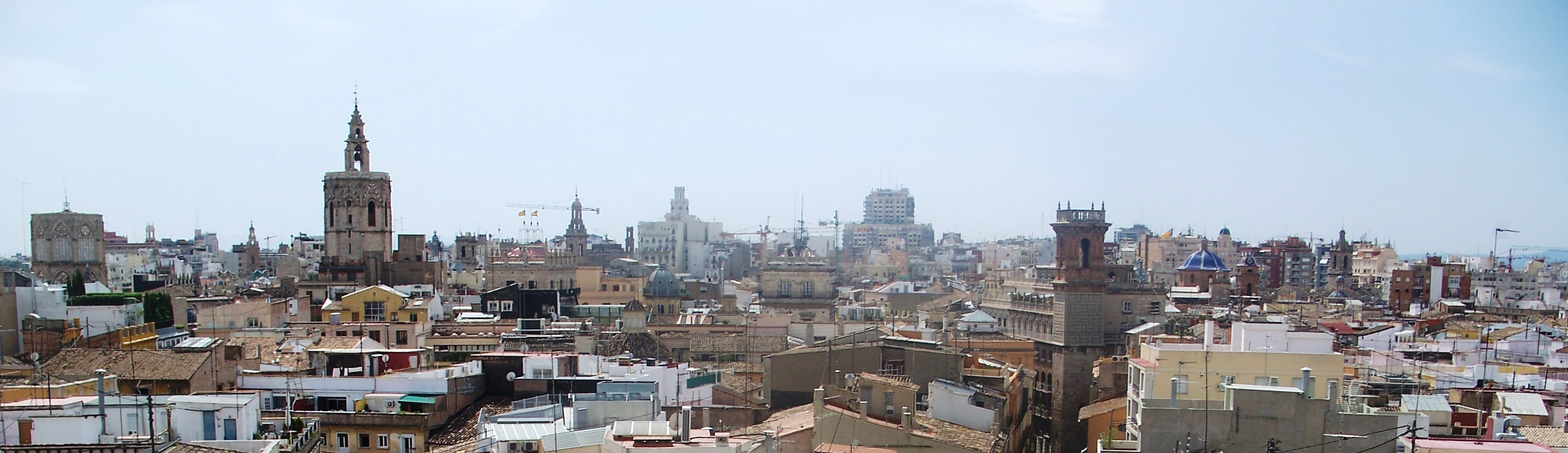
Horitzó de la Ciutat Vella

## Transports

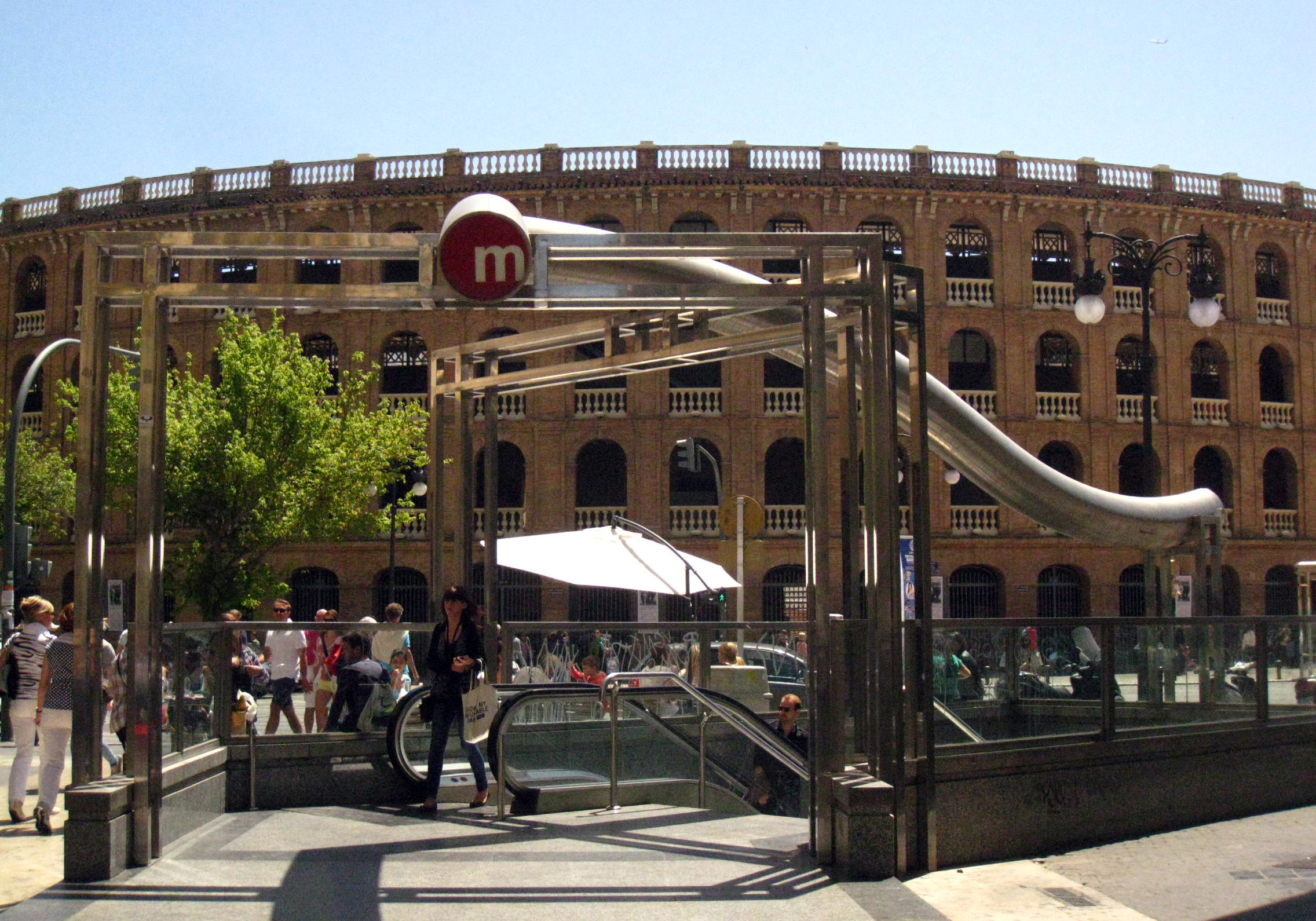
Estació de Xàtiva

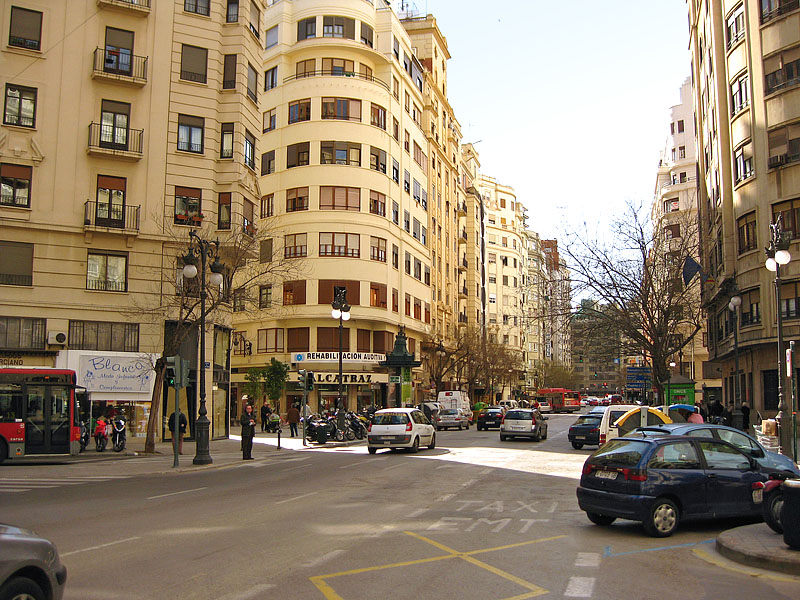
Avinguda de l'Oest

### Públic
- Ferrocarrils de la Generalitat Valenciana-Metrovalència (FGV)
  - Estacions de Xàtiva, Colón i Alameda
- Empresa Municipal de Transports de València (EMT)
  - C1 - C2 - 4 - 6 - 7 - 8 - 9 - 10 - 11 - 13 - 14 - 16 - 19 - 24 - 25 - 26 - 27 - 28 - 31 - 32 - 35 - 40 - 60 - 62 - 63 - 67 - 70 - 71 - 72 - 73 - 81 - 94 - 95
- Valenbisi

### Xarxa viària
El districte està ben comunicat amb la resta de la ciutat en situar-se'n al centre. L'entramat de carrers estrets i irregulars dificulten el trànsit fluid, que es troba canalitzat en carrers que creuen el districte, com el carrer de la Pau, el de Sant Vicent Màrtir, l'avinguda de l'Oest, el carrer de les Barques o el del Pintor Sorolla. Molts d'estos carrers tenen com a punt de partida o d'arribada la plaça de la Reina o la plaça de l'Ajuntament. L'antic traçat de les muralles de la ciutat dibuixa la ronda (coneguda com a ronda interior), que canalitza el trànsit al voltant del districte.
- Carrer de la Blanqueria
- Carrer de la Bosseria
- Carrer dels Cavallers
- Passeig de la Ciutadella
- Carrer de Colom
- Carrer de la Corretgeria
- Carrer de Dalt
- Carrer de Guillem de Castro
- Carrer de l'Hospital
- Carrer de Na Jordana
- Carrer de la Pau
- Carrer de Quart
- Carrer de Sant Vicent Màrtir
- Carrer dels Serrans
- Carrer de Xàtiva